# Petrus Christus

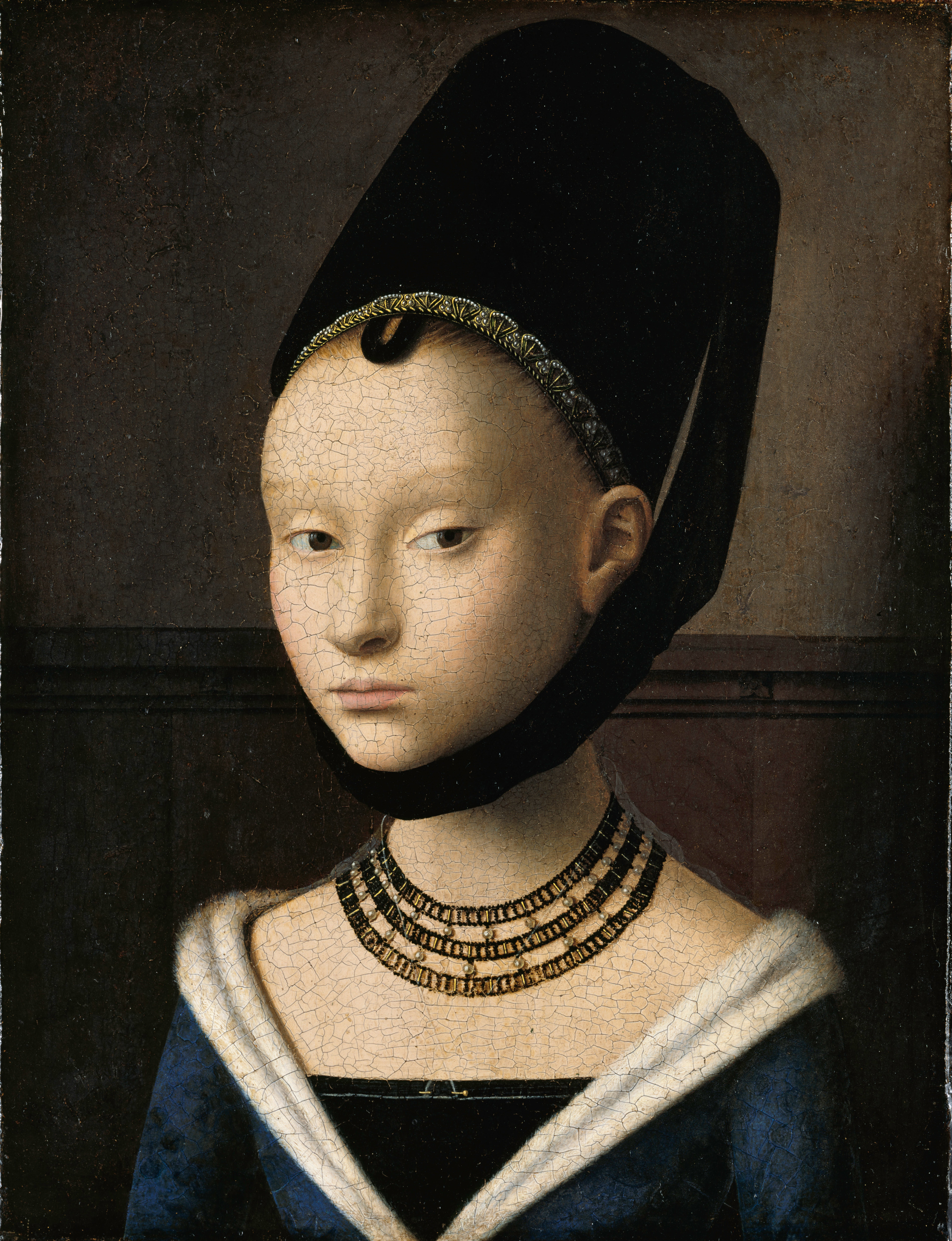
Fiatal nő arcképe (1470 körül (Gemäldegalerie (Berlin))

Petrus Christus (Baarle, 1415. körül — Brugge, 1473.) flamand portré- és életképfestő.

## Életútja, munkássága
Petrus Christus 1444-től Brugge polgára lett, itt élt és alkotott. Jan van Eyck követője és feltehetően tanítványa is volt, a portréfestészetben éppen oly kiváló volt, mint mestere, a perspektíva ábrázolása terén pedig új eredményeket ért el. Jeles kortárs festőkkel működött együtt, Rogier van der Weyden, Robert Campin, Dieric Bouts, Geertgen tot Sint Jans.
Rendkívül gondos részletezéssel és életképi felfogással készítette festményeit, példa erre Szent Eligius a jegyespárral / vagy Az aranyműves a jegyespárral címen futó alkotása (eredetileg Oppemheim-gyűjtemény, Köln). Nagy hatással volt kortársaira, sokan utánozták. A budapesti Szépművészeti Múzeum Mária gyermekével című képét őrzi. Számos jeles múzeum őrzi alkotásait, melyek az északi reneszánsz gyöngyszemei közé tartoznak.

## Művei (válogatás)

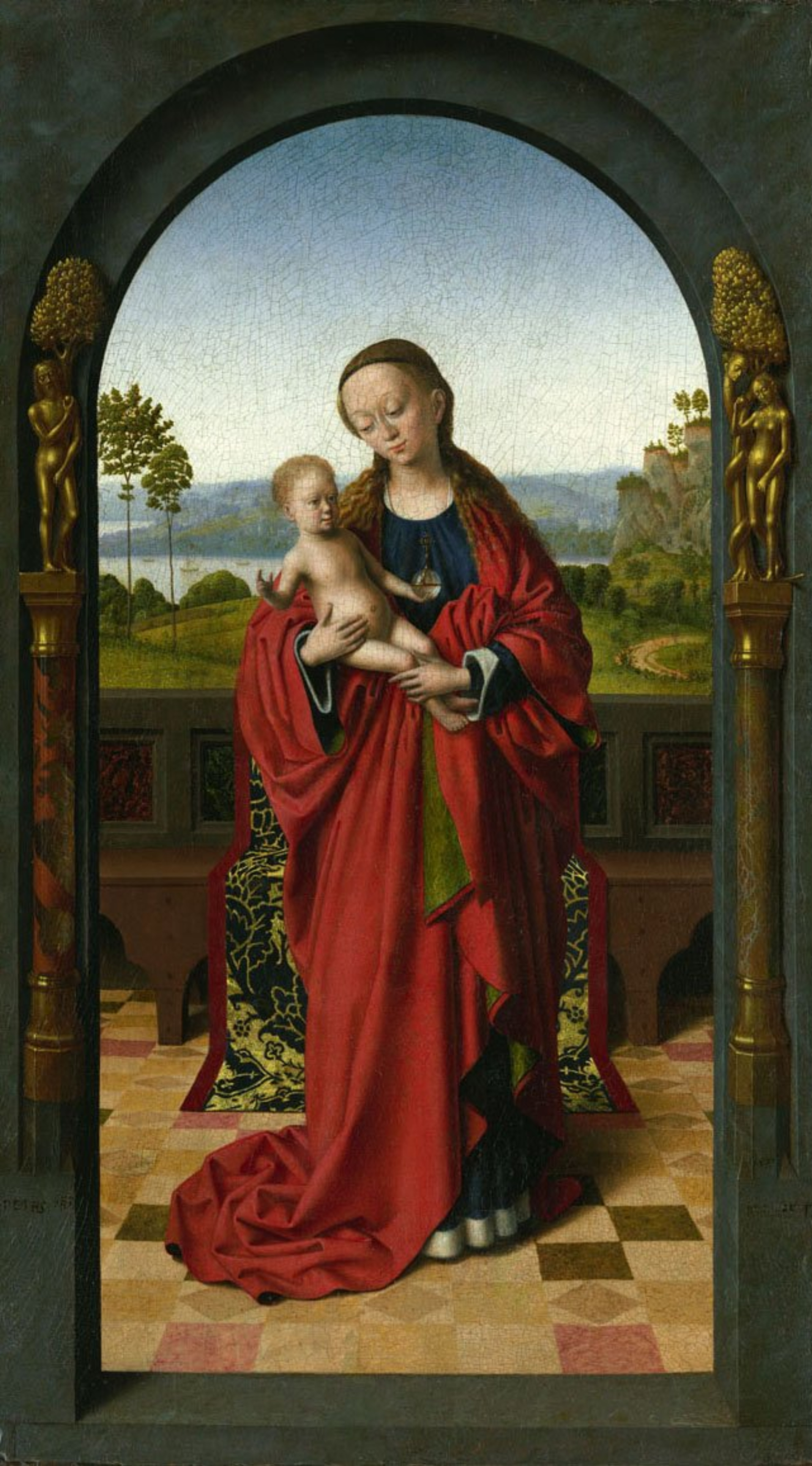
Mária gyermekével (Budapest)

### National Gallery,London
- Fiatal férfi portréja (1460, olaj, fa 35,5 x 26,3 cm)

### Metropolitan Művészeti Múzeum,New York
- Egy ismeretlen portréja (1446, olaj, fa, 29,2 x 21,6 cm)
- Jegyespár az aranyműves boltjában (1449, olaj, fa, 98 x 85 cm)
- Siránkozás (1450, olaj, fa)

### Gemäldegalerie (Berlin)
- Angyali üdvözlet és Krisztus születése, 1452, olaj, fa, 134 x 56 cm
- Utolsó ítélet, olaj, fa, 134 x 56 cm
- Madonna és a gyermek (olaj, fa)
- Portré egy fiatal hölgyről (1450, olaj, fa, 28 x 21 cm)

### National Gallery of Art,Washington D.C.
- Krisztus születése (1450)
- Egy jótevő portréja (1455)

### Städel Museum,Frankfurt am Main
- Férfi portréja egy sólyommal (19x14,4 cm; középen ezüst toll)

### Különböző múzeumok
- Edward Grimstons portréja (1446, olaj, fa, 33,6 x 24,7 cm, Baron Verulam Collection, London)
- Krisztus születése (1452, olaj, fa, 85,5 x 54,8 cm, Groeninge Múzeum, Brugge)
- A Szűzanya halála (1460-67, olaj, fa, 171,1 x 138,4 cm, Timken Museum of Art, San Diego, Kalifornia)
- Mária gyermekével (kb. 1450-60 között, olaj, tempera, fa; 55.6 × 31.8 cm, Szépművészeti Múzeum, Budapest)
- Krisztus siratása (Királyi Szépművészeti Múzeum, Brüsszel)

## Galéria

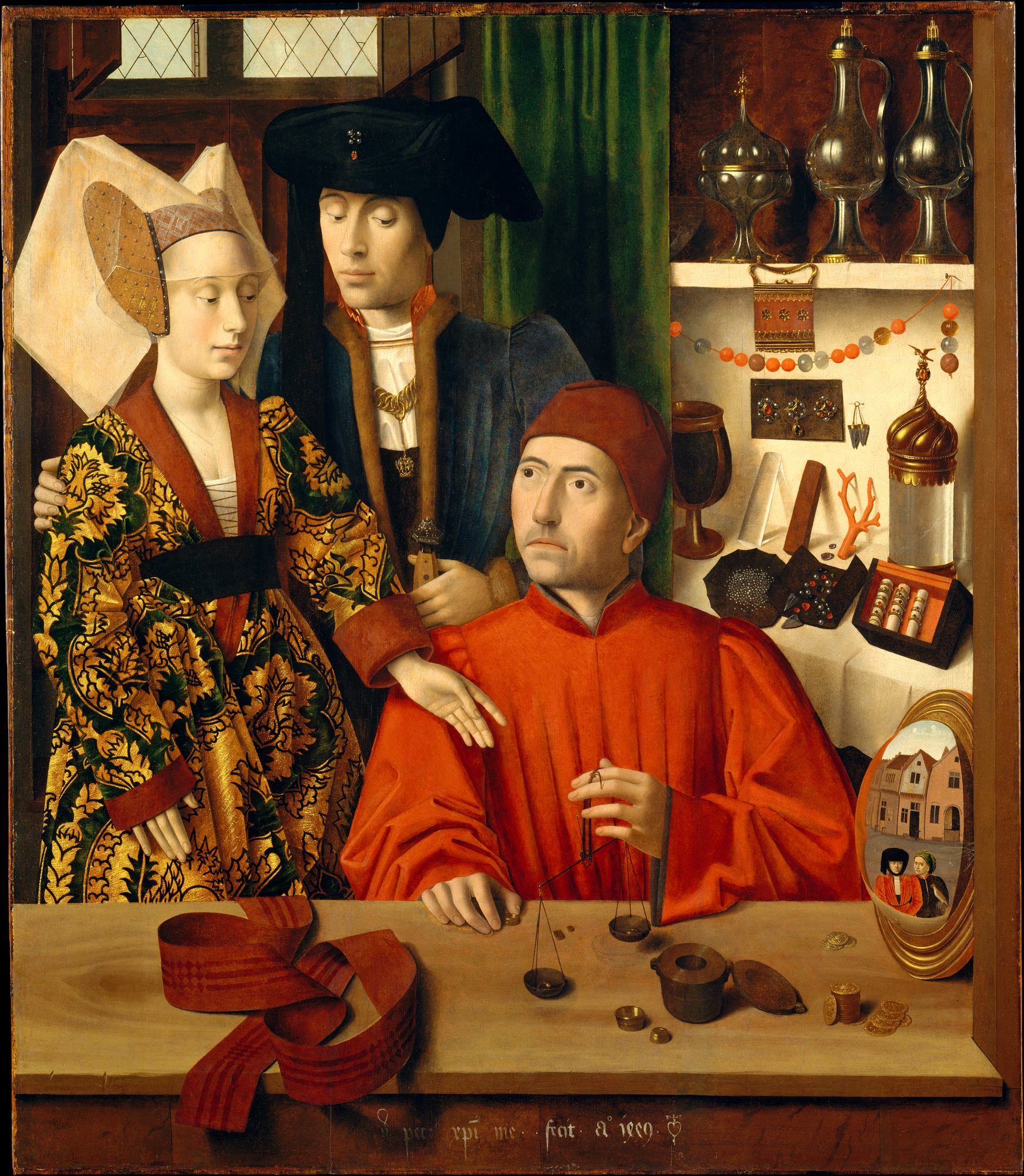
Az aranyműves a jegyespárral (1449)
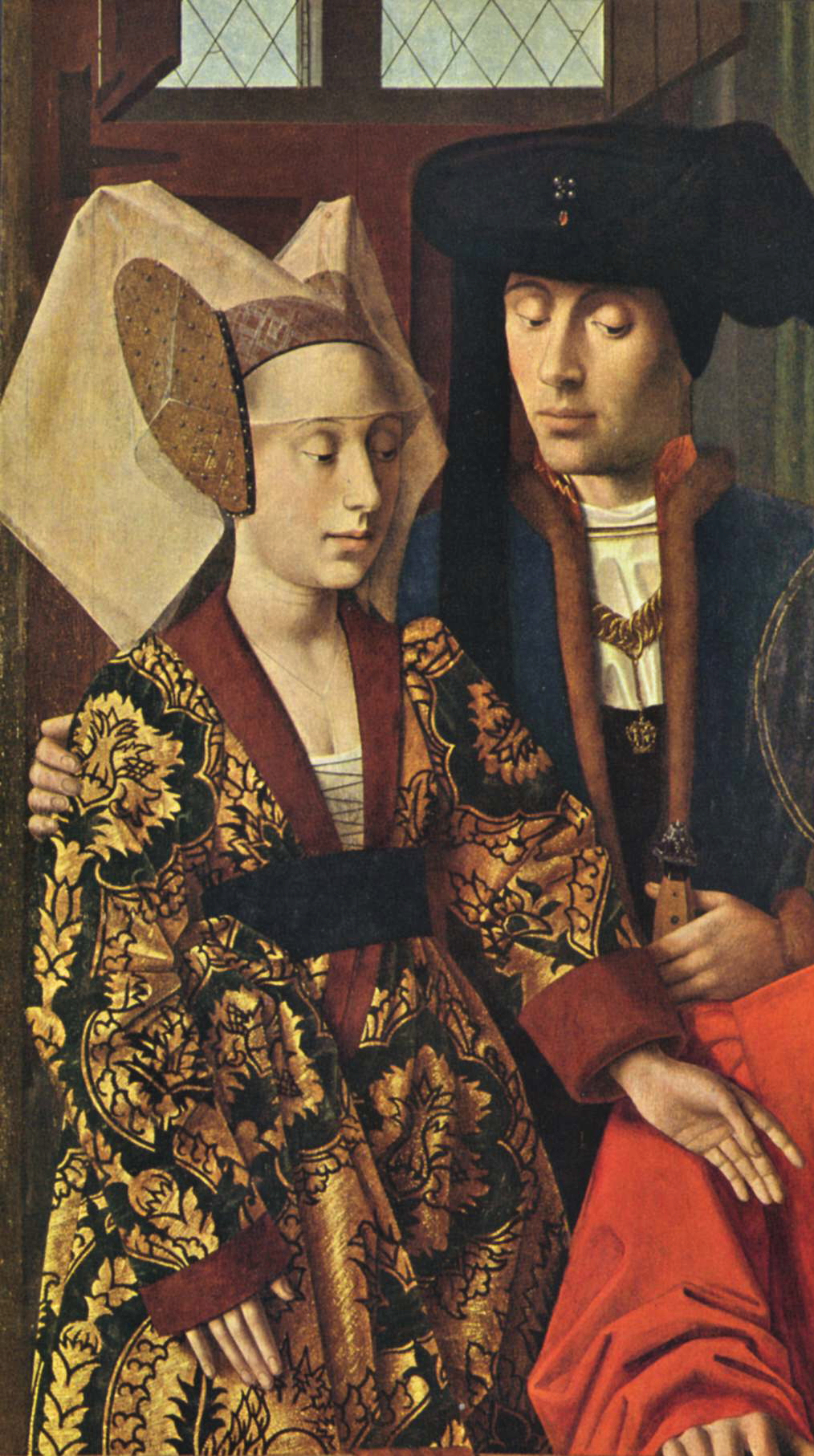
Az aranyműves a jegyespárral (1449, részlet, a jegyespár)
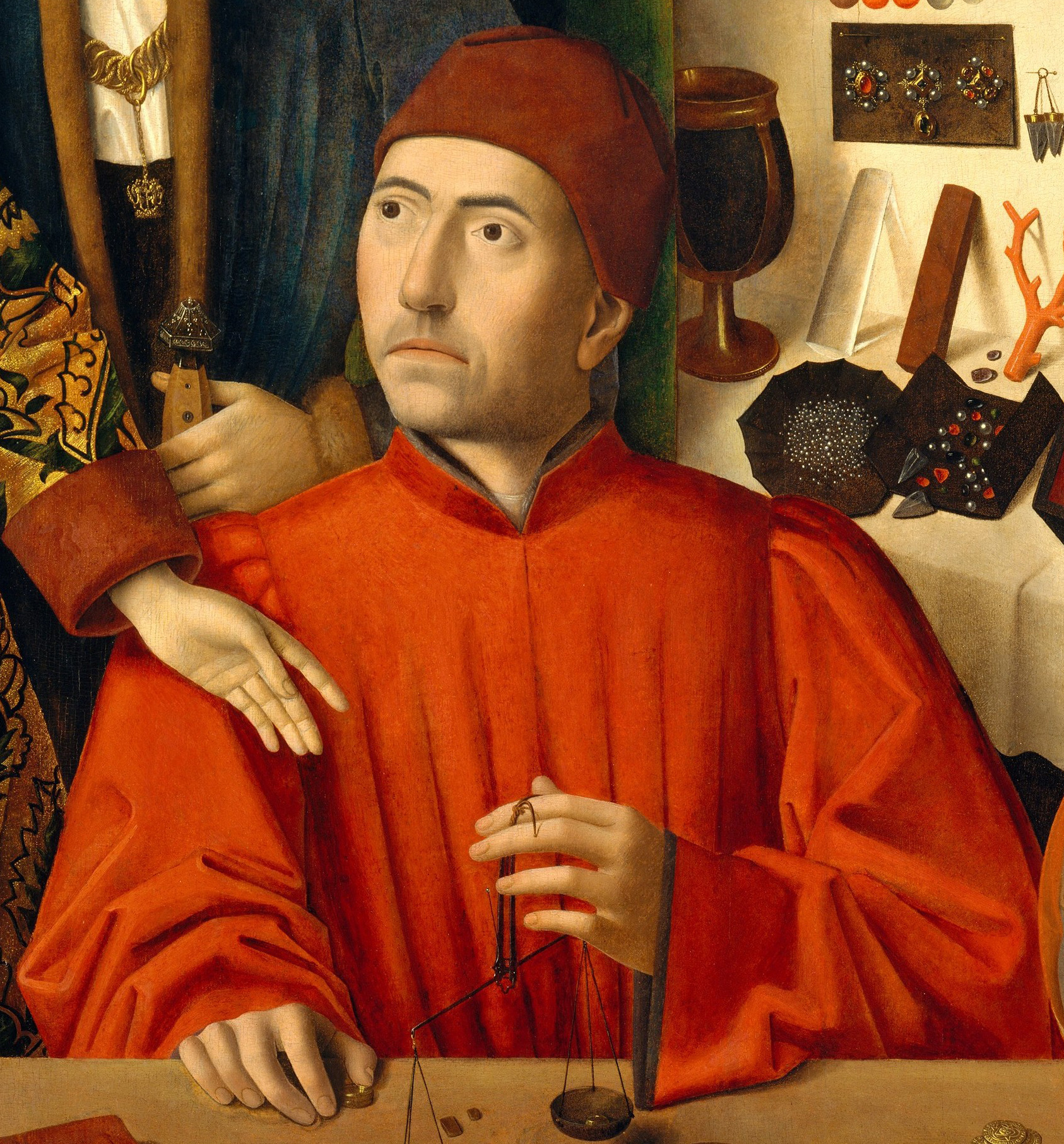
Az aranyműves a jegyespárral (1449, részlet, az aranyműves)
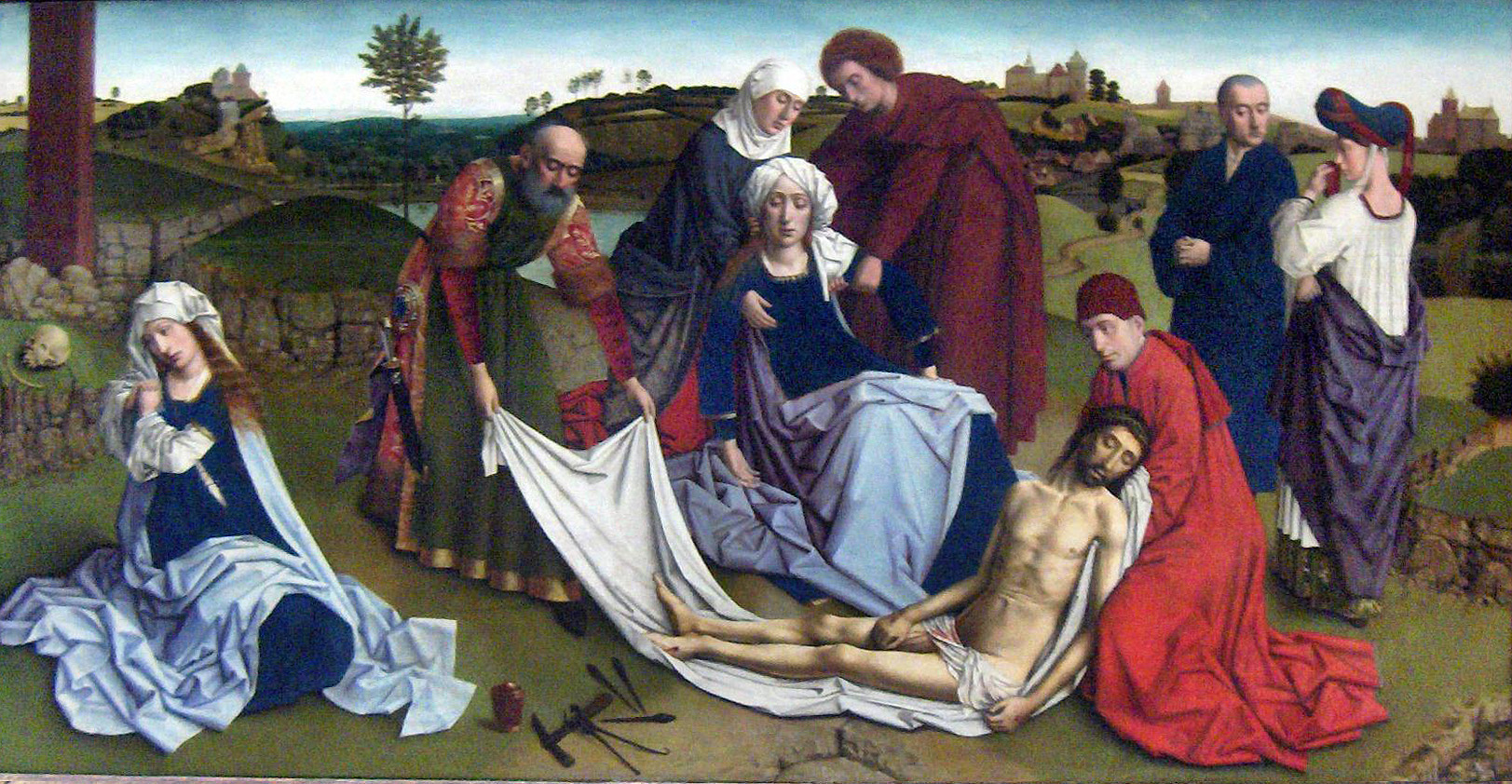
Krisztus siratása
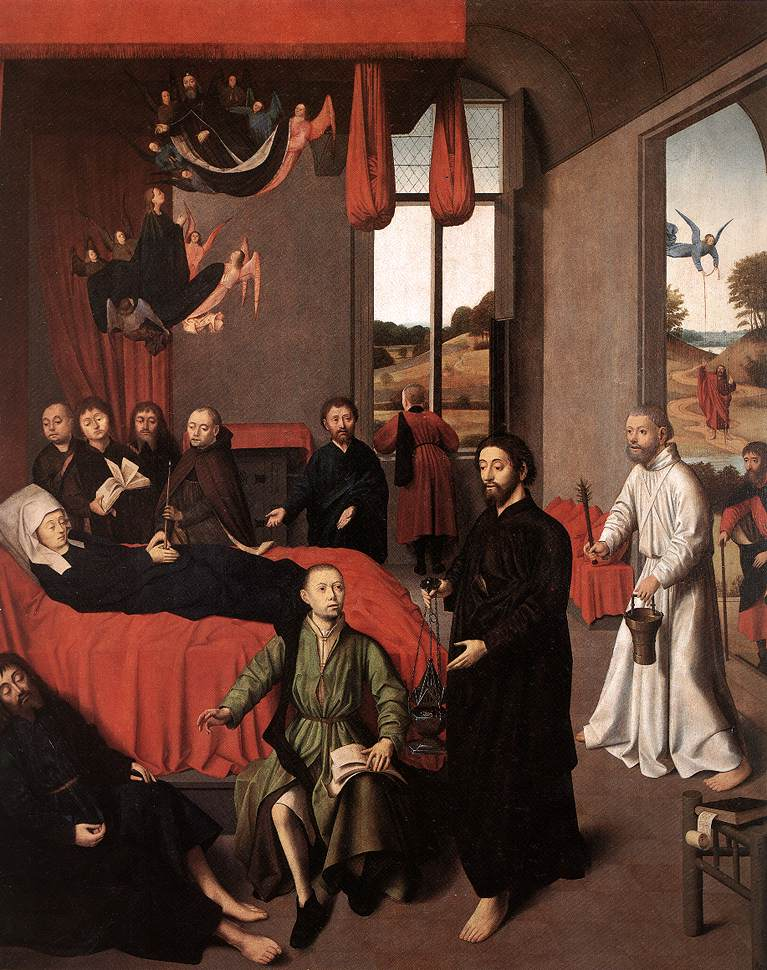
A Szűzanya halála (1460-1467 közt)